# NQO2
NQO2 (англ. N-ribosyldihydronicotinamide:quinone reductase 2) – білок, який кодується однойменним геном, розташованим у людей на короткому плечі 6-ї хромосоми. Довжина поліпептидного ланцюга білка становить 231 амінокислот, а молекулярна маса — 25 919.
| 10         |  | 20         |  | 30         |  | 40         |  | 50         |
| ---------- |  | ---------- |  | ---------- |  | ---------- |  | ---------- |
| MAGKKVLIVY |  | AHQEPKSFNG |  | SLKNVAVDEL |  | SRQGCTVTVS |  | DLYAMNLEPR |
| ATDKDITGTL |  | SNPEVFNYGV |  | ETHEAYKQRS |  | LASDITDEQK |  | KVREADLVIF |
| QFPLYWFSVP |  | AILKGWMDRV |  | LCQGFAFDIP |  | GFYDSGLLQG |  | KLALLSVTTG |
| GTAEMYTKTG |  | VNGDSRYFLW |  | PLQHGTLHFC |  | GFKVLAPQIS |  | FAPEIASEEE |
| RKGMVAAWSQ |  | RLQTIWKEEP |  | IPCTAHWHFG |  | Q          |  |            |

A: Аланін

C: Цистеїн

D: Аспарагінова кислота

E: Глутамінова кислота

F: Фенілаланін

G: Гліцин

H: Гістидин

I: Ізолейцин

K: Лізин

L: Лейцин

M: Метіонін

N: Аспарагін

P: Пролін

Q: Глутамін

R: Аргінін

S: Серин

T: Треонін

V: Валін

W: Триптофан

Кодований геном білок за функціями належить до оксидоредуктаз, фосфопротеїнів. 
Білок має сайт для зв'язування з іонами металів, іоном цинку, ФАД, флавопротеїном. 
Локалізований у цитоплазмі.